# BRANDNEW DAYS
「BRANDNEW DAYS」（ブランニュー・デイズ）は2010年2月17日に発売されたPurple Daysのシングル。

## 概要
- 結成以降、レンタルやTSUTAYA限定などの形でシングルを発表してきたが、一般店舗でのシングル販売はこれが初めてである。
- PVにはモデルの鈴木姉妹が出演
- 日本テレビ系「音楽戦士 MUSIC FIGHTER」2月POWER PLAY

## 収録内容
1. BRANDNEW DAYS
作詞:吉田ワタル/作曲:鈴木俊彦/編曲:Purple Days
2. 桜木
3. BRANDNEW DAYS (Instrumental)
4. 桜木 (Instrumental)

## 品番
NFCD-27238